# 1268
1268 (MCCLXVIII) je bilo prestopno leto, ki se je po julijanskem koledarju začelo na nedeljo.

## Dogodki

### Gibelini vs. gvelfi
- julij - Triumfalni prihod Konradina Hohenstaufna v Rim, ki v mesto vstopi z nemško/gibelinsko vojsko. Na poti proti jugu se gibelinska armada še poveča s Konradinu zvesto sicilsko armado, sicilo-arabskimi staroselci iz Lucere, ifrikijskimi in španskimi najemniki.

- 23. avgust - Bitka pri Tagliacozzu: francosko-gvelfovska armada pod vodstvom Karla Anžujskega popolnoma porazi sicilsko-gibelinsko armado pod vodstvom švabskega vojvode Konradina Hohenstaufna in njegovega regenta badenskega mejnega grofa Friderika I.
  - Konradin in njegov mentor Friderik I. pobegneta z bojišča in zbežita proti Rimu. Nestanovitno mesto pa je naklonjeno samo zmagovalcem, zato sta prisiljena še bežati proti obali Lacija, kjer ju aretirajo anžujski plačanci. Karel Anžujski ju zapre v utrdbo Castel dell'Ovo blizu Neaplja.
  - Prav tako je na begu ujet gibelinski kastiljski princ Henrik Senator, ki je sprva finančno podprl bratranca Karla Anžujskega, a nato prestopil na stran gibelinov. 1291 ↔
- 29. oktober - Neapelj: Konradin Hohenstaufen in Friderik I. Badenski sta obtožena veleizdaje in obglavljena - izumrtje hiše Hohenstaufnov.
  - S tem se kot dediči Sicilske kraljevine po Konradinovi strani vmešajo aragonski kralj Peter III., ki je poročen z Manfredovo hčerko Konstanco. Začetek tristoletnega spora med Francozi in Aragonci za sicilsko (in neapeljsko) dediščino.

### Mongolski imperij
- Obleganje Xiangyanga (1267-1273): Mongoli[1] pod vodstvom Kublajkana z več tisoč triboki noč in dan napadajo mesto Xiangyang. Branitelji iz Južnega Songa so se na obleganje dobro pripravili in obdali obzidja z zaščitno mrežo, tako da so streli več kot petdeset kilogramskih izstrelkov razmeroma neškodljivi. 1270 ↔
- Kublajkan ponovno pošlje odposlanstvo na Japonsko, ki od Japoncev zahteva tributarno podreditev. Poleg regentu in de facto vladarju Tokimuneju Hodžu dostavijo sporočilo še cesarju Kamejamiju, ki pa nima dejanske moči odločanja.
- Kublajkan predvideva uporabo enotne pisave za uporabo širom Mongolskega imperija. Nalogo izvede tibetanski lama Drogon Čogjal Pagba, ki prilagodi tradicionalno tibetansko pisavo zahtevam kana. Uvedba nove pisave naleti v ostalih delih imperija, ki niso pod neposrednim nadzorom Kublajkana, na odpor, isto pa pri mandarinskem uradništvu etničnih Hanov.
- Zdrahe v Čagatajskem kanatu: čagatejski kan Barak premaga rivala Kaiduja[2], ki se je poskušal utrditi v Transoksaniji. Le-ta se zateče po pomoč v Zlato hordo h kanu Mengu-Timurju, ki mu da na razpolago tri tumne vojske. Kaidu in Mengu-Timur nato skupaj premagata Baraka. Zadeve se umirijo, ko Barak obljubi Kaiduju, da si bo poiskal pašnike v Ilkanatu, ki mu je vladal kan Abaka. Kaidu potem preda Baraku na razpolago del vojske za odpravo v Ilkanat. 1269 ↔

### Križarske vojne
- 18. februar - Bitka pri Rakovorju, Livonska križarska vojna: precej draga zmaga ruskih kneževin Novgoroda in Pskova proti Livonskim vitezom[3].
- 7. marec - Egiptovski sultan Bajbars zavzame Jaffo.
- 18. maj - Konec Kneževine Antiohije: egiptovski mameluški sultan Bajbars zavzame Antiohijo. Mesto je bilo slabo branjeno in odrezano od ostalega križarskega in armenskega zaledja, saj je antiohijski knez in tripolitanski grof Bohemond VI. že pred časom preselil dvor v obalni Tripoli. Vsi krščanski prebivalci, okoli 150.000 so ali pobiti ali zasužnjeni.
- 24. julij - Osma križarska vojna: angleška princa Edvard in Edmund si na ramo prišijeta križ. 1269 ↔
- avgust - Jeruzalemska kraljevina: smrt sicilskega dediča Konradina (↑), ki je de facto tudi jeruzalemski kralj[4], je pretres za že tako majhno in razdeljeno kraljestvo, ki se ponovno spopade za njegovo (skromno) dediščino. Krono vsak zase zahtevata ciprski kralj Hugo III. in še najbližja sorodnica Marija Antiohijska[5].

### Ostalo
- 7. april - Švedski učenjak Peter iz Dacije zabeleži prvo stigmo pri nemški mistikinji Kristini iz Stommelna. 1289 ↔
- 15. maj - Umrlega savojskega grofa Petra II. nasledi mlajši brat in bivši nadškof Lyona Filip I.
- 18. maj - Flamski sholastik Vilijem iz Moerbekeja zaključi s prevodom Proklovih »Elementov teologije«.
- 7. julij - Eden zadnjih političnih uspehov tega dne umrlega beneškega doža Reniera Zena je, da je obnovil privilegije Benečanov v Bizantinskem cesarstvu. Bizantinski cesar Mihael VIII. Paleolog je bil zelo nezadovoljen z zavezništvom z omahljivimi Genovčani, tako da ponovno odpre vrata Konstantinopla Benečanom, kljub poprejšnjim sovražnostim. 
  - Novi izvoljeni beneški dož je Lorenzo Tiepolo, 46. dož po seznamu.
- 29. november - Umre papež Klemen IV.. Sledi najdaljša sedisvakanca po letu ← 304, dolga skoraj tri leta. Naslednji papež → 1271.
  - (Prerana) smrt papeža in mecena zaustavi tudi napore Rogerja Bacona, ki je papeža prepričal v odpravo datumskih anomalij pri cerkvenih praznikih, kar se lahko naredi le s temeljito reformo koledarja.
- 9. december - Lev Danilovič, mlajši brat litvanskega velikega kneza Švarna, iz maščevanja umori pomenišenega bivšega litvanskega kneza Vaišvilkasa. 1269 ↔
- Grof Urgella Álvaro Kastiljec umre v izgnanstvu, za katerega je bila povod njegova bigamija. Grofijo nasledi mladoletni Ermengol X.. Ta je iz drugega zakona, ki ga je aragonski kralj Jakob I. smatral za neveljavnega. Mladi grofič najde zaščito v svojem ujcu grofu Foixa Rogerju-Bernardu III.. Nasledstvo izpodbija hiša béarnskih vikontov po soprogi iz Álvarovega prvega zakona.
- Bizantinsko cesarstvo: konstantinopelski patriarh Jožef I. odpravi izobčenje cesarja Mihaela VIII. Paleologa.
- Umrlega epirskega despota Mihaela II. Komnena Dukasa nasledi sin Nikefor I.. Načrte mu deloma prekriža njegov nezakonski polbrat Ivan Bastard, ki se utrdi v Tesaliji, kjer se uspešno upira tako Epircem kot Bizantincem. 1289 ↔
- Prvi zapis o beneškem karnevalu.
- Prva uporaba papirja v Italiji.
- Francija: uredba pivovarniškega ceha določi obvezno rabo hmelja pri proizvodnji piva.↓
- → Francoski uradnik Étienne Boileau dokonča »Knigo o rokodelstvu« (Livre des métiers), v kateri zgoščeno predstavi dejavnost in uredbe pariških rokodelcev ter trgovcev.
- Tomaž Akvinski se iz Italije vrne nazaj v Pariz, kjer ponovno začne proučevati na Pariški univerzi.

## Rojstva
- 5. oktober - Filip IV. Lepi, francoski kralj († 1314)
- cesar Duanzong, dinastija Južni Song († 1278)
- Erik II., norveški kralj († 1299)
- Keizan Džokin, japonski soto budistični menih († 1325)
- Klara iz Montefalca, italijanska avguštinska opatinja, svetnica († 1308)
- Ludovico I. Gonzaga, vladar Mantove, gibelin († 1360)
- Madhava, indijski hindujski visoki svečenik in filozof
- Matilda Artoiška, grofica Artoisa († 1329)
- Vedanta Desika, hindujski filozof in pesnik († 1369)

## Smrti
- 8. maj -  Tomaž Arhidiakon, hrvaški latinist, zgodovinar in državnik (* 1200)
- 15. maj - Peter II., savojski grof (* 1203)
- 7. julij - Renier Zen, 45. beneški dož
- 29. september - Ivan Burgundski, grof Charolaisa, baron Bourbona, začetnik hiše Bourbonskih (* 1231)
- 29. oktober:
  - Friderik I., mejni grof Badna (* 1249)
  - Konradin Hohenstaufen, švabski vojvoda, kralj Jeruzalema, kralj Sicilije (* 1252)
- 29. november - papež Klemen IV.
- 9. december - Vaišvilkas, veliki knez Litve

Neznan datum
- Álvaro Urgellski, grof Urgella (* 1239)
- Gissur Thorvaldsson, islandski vojščak (* 1208)
- Henry de Bracton, angleški pravnik (* 1210)
- Mihael II. Komnem Dukas, epirski vladar